# WFV-Pokal 1996/97
Der WFV-Pokal 1996/97 war die 45. Austragung des Pokalwettbewerbs der Männer im württembergischen Amateurfußball. Titelverteidiger war der SV Bonlanden. Im Finale am 20. Mai 1997 in Eislingen/Fils setzte sich der SSV Ulm 1846 mit 1:0 über den VfL Kirchheim/Teck durch und wurde zum siebten Mal Landespokalsieger. Es war bis 2018 der letzte WFV-Pokalsieg des SSV Ulm 1846, der sich durch diesen Sieg für die 1. Hauptrunde des DFB-Pokal 1997/98 qualifizierte.

## Modus
Die Spiele des WFV-Pokals 1996/97 wurden im K.-o.-System an folgenden Terminen ausgetragen:
1. Runde: 9.–11. August 1996

2. Runde: 17. August bis 3. September 1996

3. Runde: 2.–8. Oktober 1996

Achtelfinale: 14. Dezember 1996 bis 31. März 1997

Viertelfinale: 15. Februar bis 15. April 1997

Halbfinale: 1. Mai 1997

Finale: 20. Mai 1997
Die ersten beiden Runden wurden nach regionalen Gesichtspunkten ausgetragen. Dazu wurden die teilnehmenden Mannschaften in zwei Gruppen eingeteilt, deren Zuordnung sich überwiegend nach den Landesliga-Staffeln 1 und 2 (Gruppe 1: Bezirke Donau/Iller Enz/Murr, Hohenlohe, Kocher/Rems, Neckar/Fils, Rems/Murr, Stuttgart und Unterland. Gruppe 2: Alb, Bodensee, Böblingen/Calw, Donau, Nördlicher Schwarzwald, Riß, Schwarzwald und Zollern) orientierten. In beiden Gruppen wurden für die 1. Runde jeweils vier Freilose vergeben.
Stand ein Spiel nach 90 Minuten Unentschieden, so wurde es für 2 × 15 Minuten verlängert. Konnte auch dann kein Sieger ermittelt werden, entschied ein Elfmeterschießen die Partie.

## Teilnehmende Mannschaften
Für den WFV-Pokal 1996/97 qualifizierten sich alle württembergischen Mannschaften der Regionalliga Süd, Oberliga Baden-Württemberg, Verbandsliga Württemberg, den vier Staffeln der Landesliga Württemberg, sowie die Vertreter der 16 Fußball-Bezirke, die sich über die Bezirkspokale qualifizierten.
Insgesamt nahmen 120 Mannschaften am WFV-Pokal 1996/97 teil (In Klammern ist die Ligaebene angegeben, in der der Verein spielt):
| Regionalliga Süd württembergische Vertreter der Saison 1996/97                                                                          | Oberliga Baden-Württemberg württembergische Vertreter der Saison 1996/97 | Verbandsliga 17 Vertreter der Saison 1996/97 | Landesliga St. 1 und 2 33 Vertreter der Saison 1996/97 | Landesliga St. 3 und 4 32 Vertreter der Saison 1996/67 |
| TSF Ditzingen (RL) SpVgg 07 Ludwigsburg (RL) SSV Reutlingen 05 (RL) SSV Ulm 1846 (RL)                                                   | VfR Aalen (OL) FV Biberach (OL) SV Böblingen (OL) SV Bonlanden (OL) WFV-Pokalsieger 1996 TSV Wäldenbronn-Esslingen (OL) VfL Kirchheim/Teck (OL) VfB Stuttgart Amateure (OL) | SpVgg Au/Iller (VL) WFV-Pokalfinalist 1996 TSG Backnang 1919 (VL) TSG Balingen (VL) TSV Eltingen (VL) TuS Ergenzingen (VL) SGV Freiberg/Neckar (VL) SC Geislingen (VL) VfR Heilbronn (VL) SC Korb (VL) SV Mochenwangen (VL) TSV Ofterdingen (VL) TSV Pliezhausen (VL) FV Ravensburg (VL) VfL Sindelfingen (VL) Stuttgarter Kickers Amateure (VL) FC Wangen 05 (VL) FV Zuffenhausen (VL) | FC Viktoria Backnang (LL) Union Böckingen (LL) VfL Brackenheim (LL) TSF Ditzingen II (LL) 1. FC Donzdorf (LL) Sportfreunde Dorfmerkingen (LL) TV Echterdingen (LL) SV Fellbach (LL) 1. FC Frickenhausen (LL) VfL Gemmrigheim (LL) TSG Giengen (LL) SG Sonnenhof Großaspach (LL) SV Großkuchen (LL) Heidenheimer SB (LL) TSV Hüttlingen (LL) TSV Künzelsau (LL) SpVgg Ludwigsburg II (LL) FC Marbach (LL) TSV Neu-Ulm (LL) TSV Notzingen (LL) FV 09 Nürtingen (LL) TV Oeffingen (LL) SpVgg Renningen (LL) Sportfreunde Schwäbisch Hall (LL) TSV Schwieberdingen (LL) TSG Steinheim (LL) SpVgg Stetten/Filder (LL) SV-DJK Stödtlen (LL) SpVgg Stuttgart-Ost (LL) SSV Ulm 1846 II (LL) SC Urbach (LL) SV Westheim (LL) TV Wiblingen (LL) | FC Wacker Biberach (LL) TSV Dagersheim (LL) SV Deckenpfronn (LL) TSG Ehingen (LL) TSV Eningen (LL) FC Epfendorf (LL) VfB Friedrichshafen (LL) Sportfreunde Isingen (LL) FC Isny (LL) FC Krauchenwies (LL) FV Olympia Laupheim (LL) FC Lindenberg (LL) TSV Meckenbeuren (LL) TuS Metzingen (LL) Türk. AV Nagold (LL) VfL Nagold (LL) SG Öpfingen (LL) VfL Pfullingen (LL) SV Reinstetten (LL) SSV Reutlingen II (LL) FC Rottenburg (LL) FV Saulgau (LL) TSV Schönaich (LL) SpVgg 08 Schramberg (LL) Sportfreunde Schwendi (LL) FC Tailfingen (LL) SV Tannheim (LL) SV 03 Tübingen (LL) FC Tuttlingen (LL) SV Wachendorf (LL) SV Weiler/Allgäu (LL) SV Zimmern o. R. (LL) |
| Bezirkspokale 27 Vertreter der Bezirkspokale 1995/96                                                                                    | | | | |
| Alb TSV Dettingen/Rottenburg (BL) TSV Riederich (BL)                                                                                    | Bodensee TSV Tettnang (BL) SV Vogt (BL) | Böblingen/Calw TSV Rohrdorf (BL) | Donau SV Hohentengen (BL) | Donau/Iller TSV Altheim/Alb (BL) |
| Enz/Murr TSV Flacht (BL) TSV Merklingen (BL)                                                                                            | Hohenlohe Sportfreunde Bühlerzell (BL) TSV Niedernhall (BL) | Kocher/Rems SV Heldenfingen (BL) TSG Hofherrnweiler (BL) | Neckar/Fils TSV Wolfschlugen (KLA) | Nördlicher Schwarzwald SG Empfingen (BL) |
| Rems/Murr TSV Großheppach (KLA) TSV Schwaikheim (BL)                                                                                    | Riß FV Olympia Laupheim II (KLA) FC Mittelbiberach (BL) | Schwarzwald FV Kickers Lauterbach (BL) TV Wehingen (BL) | Stuttgart ASV Botnang (BL) SV Sillenbuch (KLA) | Unterland TG Böckingen (BL) FC Türk. Bad Friedrichshall (BL) |
| Zollern SV Rangendingen (BL) TSV Straßberg (BL)                                                                                         | | | | |
| Ligaebene in Klammern: • RL = Regionalliga • OL = Oberliga • VL = Verbandsliga • LL = Landesliga • BL = Bezirksliga • KLA = Kreisliga A | | | | |

## 1. Runde
Gruppe 1
| Datum      |                                   | Ergebnis         |                                   |
| ---------- | --------------------------------- | ---------------- | --------------------------------- |
| 09.08.1996 | TSF Ditzingen II (LL)             | ?:? (6:7 i. E.)  | TSV Wäldenbronn-Esslingen (OL)    |
| 10.08.1996 | SpVgg Stuttgart-Ost (LL)          | 1:3              | 1. FC Donzdorf (LL)               |
| 10.08.1996 | VfL Sindelfingen (VL)             | 1:2              | VfB Stuttgart Amateure (OL)       |
| 10.08.1996 | SpVgg Renningen (LL)              | 3:2              | FC Viktoria Backnang (LL)         |
| 10.08.1996 | TSV Schwaikheim (BL)              | 4:1 n. V.        | SV Fellbach (LL)                  |
| 10.08.1996 | SV Westheim (LL)                  | 1:0              | TV Echterdingen (LL)              |
| 10.08.1996 | SpVgg Stetten/Filder (LL)         | 1:2              | VfR Aalen (OL)                    |
| 10.08.1996 | TSV Flacht (BL)                   | 1:0              | 1. FC Frickenhausen (LL)          |
| 10.08.1996 | TSV Notzingen (LL)                | 2:1              | SV Großkuchen (LL)                |
| 10.08.1996 | Sportfreunde Bühlerzell (BL)      | 3 × 0 (kampflos) | VfL Gemmrigheim (LL)              |
| 10.08.1996 | TSV Merklingen (BL)               | 1:0              | FC Marbach (LL)                   |
| 10.08.1996 | TSG Giengen (LL)                  | 0:3              | TSG Backnang 1919 (LL)            |
| 10.08.1996 | Heidenheimer SB (LL)              | 2:1              | TSV Hüttlingen (LL)               |
| 10.08.1996 | ASV Botnang (BL)                  | 1:2              | TV Wiblingen (LL)                 |
| 10.08.1996 | TSV Großheppach (KLA)             | 1:3              | TG Böckingen (BL)                 |
| 10.08.1996 | VfL Brackenheim (LL)              | 4:1 n. V.        | Stuttgarter Kickers Amateure (VL) |
| 10.08.1996 | Sportfreunde Schwäbisch Hall (LL) | 5:1              | TSV Künzelsau (LL)                |
| 10.08.1996 | FV 09 Nürtingen (LL)              | 0:1              | FV Zuffenhausen (VL)              |
| 10.08.1996 | SV Sillenbuch (KLA)               | 1:5              | VfR Heilbronn (VL)                |
| 10.08.1996 | FC Türk. Bad Friedrichshall (BL)  | 2:5              | SSV Ulm 1846 II (LL)              |
| 10.08.1996 | Union Böckingen (LL)              | 4:1              | TSV Neu-Ulm (LL)                  |
| 11.08.1996 | TSV Schwieberdingen (LL)          | 3:1              | SpVgg 07 Ludwigsburg II (LL)      |
| 11.08.1996 | SV Heldenfingen (BL)              | 0:4              | TSG Steinheim (LL)                |
| 11.08.1996 | SV-DJK Stödtlen (LL)              | 3:1              | SG Sonnenhof Großaspach (LL)      |
| 11.08.1996 | TSV Wolfschlugen (KLA)            | 0:7              | Sportfreunde Dorfmerkingen (LL)   |
| 11.08.1996 | TV Oeffingen (LL)                 | ?:? (5:3 i. E.)  | TSV Eltingen (LL)                 |
| 11.08.1996 | SC Urbach (LL)                    | 2:0              | SC Korb (VL)                      |
| 11.08.1996 | TSG Hofherrnweiler (BL)           | ?:? (6:5 i. E.)  | TSV Niedernhall (BL)              |

Freilose: SV Bonlanden (OL), TSF Ditzingen (RL), SGV Freiberg/Neckar (VL), SpVgg 07 Ludwigsburg (RL)
Gruppe 2
| Datum      |                               | Ergebnis        |                            |
| ---------- | ----------------------------- | --------------- | -------------------------- |
| 09.08.1996 | FC Epfendorf (LL)             | 0:2             | TSV Ofterdingen (VL)       |
| 10.08.1996 | SV Zimmern o. R. (LL)         | 3:0             | TSV Dagersheim (LL)        |
| 10.08.1996 | TSG Ehingen (LL)              | 3:1             | TSG Balingen (LL)          |
| 10.08.1996 | FC Krauchenwies (LL)          | 0:1             | SV Weiler/Allgäu (LL)      |
| 10.08.1996 | SG Empfingen (BL)             | 1:2             | FC Lindenberg (LL)         |
| 10.08.1996 | FC Wacker Biberach (LL)       | 0:9             | SC Geislingen (VL)         |
| 10.08.1996 | FV Kickers Lauterbach (BL)    | ?:? (5:6 n. E.) | FV Saulgau (LL)            |
| 10.08.1996 | TSV Eningen (LL)              | ?:? (5:6 n. E.) | VfL Pfullingen (LL)        |
| 10.08.1996 | SG Öpfingen (LL)              | 3:0             | Sportfreunde Schwendi (LL) |
| 10.08.1996 | TSV Tettnang (BL)             | 1:2             | TSV Straßberg (BL)         |
| 10.08.1996 | SV Vogt (BL)                  | 0:3             | FV Biberach (OL)           |
| 10.08.1996 | SV Rangendingen (BL)          | 0:2             | SV Wachendorf (LL)         |
| 10.08.1996 | FC Tuttlingen (LL)            | 1:5             | TuS Ergenzingen (LL)       |
| 10.08.1996 | TSV Dettingen/Rottenburg (BL) | 1:2 n. V.       | FC Tailfingen (LL)         |
| 10.08.1996 | SV Hohentengen (BL)           | 0:2             | FC Wangen 05 (VL)          |
| 10.08.1996 | TSV Meckenbeuren (LL)         | 5:0             | VfB Friedrichshafen (LL)   |
| 10.08.1996 | SV Reinstetten (LL)           | 0:2 n. V.       | SV Deckenpfronn (LL)       |
| 10.08.1996 | VfL Nagold (LL)               | 0:2             | SV Mochenwangen (VL)       |
| 10.08.1996 | FC Rottenburg (LL)            | 0:3             | VfL Kirchheim/Teck (OL)    |
| 10.08.1996 | TSV Schönaich (LL)            | 3:2 n. V.       | SpVgg 08 Schramberg (LL)   |
| 10.08.1996 | FC Mittelbiberach (BL)        | 4:5 n. V.       | SV Tannheim (LL)           |
| 10.08.1996 | FV Olympia Laupheim II (KLA)  | 2:6             | FC Isny (LL)               |
| 10.08.1996 | TSV Riederich (BL)            | 1:2             | TSV Pliezhausen (VL)       |
| 10.08.1996 | SV 03 Tübingen (LL)           | 1:6             | FV Ravensburg (VL)         |
| 11.08.1996 | TSV Altheim/Alb (BL)          | 0:3             | TuS Metzingen (LL)         |
| 11.08.1996 | Türk. AV Nagold (LL)          | 7:1             | Sportfreunde Isingen (LL)  |
| 11.08.1996 | FV Olympia Laupheim (LL)      | 0:3             | SpVgg Au/Iller (VL)        |
| 11.08.1996 | TSV Rohrdorf (BL)             | 3:1 n. V.       | TV Wehingen (BL)           |

Freilose: SV Böblingen (OL), SSV Reutlingen 05 (RL), SSV Reutlingen 05 II (LL), SSV Ulm 1846 (RL)

## 2. Runde
Gruppe 1
| Datum      |                                   | Ergebnis        |                                |
| ---------- | --------------------------------- | --------------- | ------------------------------ |
| 17.08.1996 | Sportfreunde Dorfmerkingen (LL)   | ?:? (5:3 i. E.) | TSG Backnang 1919 (LL)         |
| 17.08.1996 | TSG Hofherrnweiler (BL)           | 0:4             | FV Zuffenhausen (VL)           |
| 17.08.1996 | TV Oeffingen (LL)                 | 00:11           | SGV Freiberg/Neckar (VL)       |
| 17.08.1996 | TSV Flacht (BL)                   | 2:1             | VfR Heilbronn (VL)             |
| 17.08.1996 | TSV Notzingen(LL)                 | 1:4 n. V.       | TV Wiblingen (LL)              |
| 17.08.1996 | TG Böckingen (BL)                 | 2:5             | Heidenheimer SB (LL)           |
| 17.08.1996 | SV Westheim (LL)                  | 2:3             | SC Urbach (LL)                 |
| 17.08.1996 | TSV Merklingen (BL)               | 2:5             | VfR Aalen (OL)                 |
| 17.08.1996 | TSV Schwieberdingen (LL)          | 0:6             | VfB Stuttgart Amateure (OL)    |
| 17.08.1996 | SV-DJK Stödtlen (LL)              | 4:5             | SSV Ulm 1846 II (LL)           |
| 17.08.1996 | TSG Steinheim (LL)                | 0:5             | TSV Wäldenbronn-Esslingen (OL) |
| 17.08.1996 | Sportfreunde Bühlerzell (BL)      | 0:1             | SV Bonlanden (OL)              |
| 17.08.1996 | TSV Schwaikheim (BL)              | 1:2             | SpVgg Renningen (LL)           |
| 18.08.1996 | VfL Brackenheim (LL)              | 3:2 n. V.       | 1. FC Donzdorf (LL)            |
| 20.08.1996 | Sportfreunde Schwäbisch Hall (LL) | 0:2             | TSF Ditzingen (RL)             |
| 21.08.1996 | Union Böckingen (LL)              | 0:3             | SpVgg 07 Ludwigsburg (RL)      |

Gruppe 2
| Datum      |                           | Ergebnis               |                         |
| ---------- | ------------------------- | ---------------------- | ----------------------- |
| 17.08.1996 | SC Geislingen (VL)        | 2:4                    | VfL Kirchheim/Teck (OL) |
| 17.08.1996 | SV Weiler/Allgäu (LL)     | 2:1                    | TSV Ofterdingen (OL)    |
| 17.08.1996 | TSV Pliezhausen (VL)      | 0:2                    | FV Biberach (OL)        |
| 17.08.1996 | TuS Metzingen (LL)        | 3:1                    | SV Mochenwangen (VL)    |
| 17.08.1996 | SV Wachendorf (LL)        | 1:1 n. V. (g7:6 i. E.) | VfL Pfullingen (LL)     |
| 17.08.1996 | FC Tailfingen (LL)        | 6:0                    | SG Öpfingen (LL)        |
| 17.08.1996 | SSV Reutlingen 05 II (LL) | 0:2                    | FC Lindenberg (LL)      |
| 17.08.1996 | FV Ravensburg (VL)        | 1:0                    | TuS Ergenzingen (VL)    |
| 17.08.1996 | SV Zimmern o. R. (LL)     | 0:0 n. V. (4:3 i. E.)  | FC Wangen 05 (VL)       |
| 17.08.1996 | TSV Rohrdorf (BL)         | 1:2                    | FV Saulgau (LL)         |
| 17.08.1996 | Türk. AV Nagold (LL)      | 1:1 n. V. (1:4 i. E.)  | SV Böblingen (OL)       |
| 18.08.1996 | TSV Straßberg (BL)        | 2:4                    | SpVgg Au/Iller (VL)     |
| 18.08.1996 | SV Deckenpfronn (LL)      | 3:0                    | TSV Meckenbeuren (LL)   |
| 21.08.1996 | SV Tannheim (LL)          | 0:9                    | SSV Ulm 1846 (RL)       |
| 21.08.1996 | TSG Ehingen (LL)          | 0:7                    | SSV Reutlingen 05 (RL)  |
| 03.09.1996 | TSV Schönaich (LL)        | 3:2                    | FC Isny (LL)            |

## 3. Runde
| Datum      |                                 | Ergebnis  |                           |
| ---------- | ------------------------------- | --------- | ------------------------- |
| 02.10.1996 | FC Tailfingen (LL)              | 0:2       | SSV Reutlingen 05 (RL)    |
| 02.10.1996 | VfB Stuttgart Amateure (OL)     | 4:3 n. V. | SpVgg 07 Ludwigsburg (RL) |
| 03.10.1996 | SSV Ulm 1846 II (LL)            | 2:1       | TV Wiblingen (LL)         |
| 03.10.1996 | SV Böblingen (OL)               | 2:1       | SGV Freiberg/Neckar (VL)  |
| 03.10.1996 | SV Zimmern o. R. (LL)           | 2:3 n. V. | SV Bonlanden (OL)         |
| 03.10.1996 | Heidenheimer SB (LL)            | 1:0 n. V. | FV Ravensburg (VL)        |
| 03.10.1996 | TSF Ditzingen (RL)              | 4:0       | FC Lindenberg (LL)        |
| 03.10.1996 | Sportfreunde Dorfmerkingen (LL) | 6:1       | FV Saulgau (LL)           |
| 03.10.1996 | SC Urbach (LL)                  | 5:4       | FV Biberach (OL)          |
| 03.10.1996 | SV Deckenpfronn (LL)            | 4:1 n. V. | TSV Flacht (BL)           |
| 03.10.1996 | SV Weiler/Allgäu (LL)           | 0:1       | SpVgg Au/Iller (VL)       |
| 03.10.1996 | TuS Metzingen (LL)              | 0:2       | SpVgg Renningen (LL)      |
| 03.10.1996 | TSV Schönaich (LL)              | 1:3       | VfL Brackenheim (LL)      |
| 03.10.1996 | TSV Wäldenbronn-Esslingen (OL)  | 0:3       | VfL Kirchheim/Teck (OL)   |
| 03.10.1996 | SV Wachendorf (LL)              | 0:3       | VfR Aalen (OL)            |
| 08.10.1996 | SSV Ulm 1846 (RL)               | 6:0       | FV Zuffenhausen (VL)      |

## Achtelfinale
| Datum      |                         | Ergebnis |                                 |
| ---------- | ----------------------- | -------- | ------------------------------- |
| 14.12.1996 | VfL Kirchheim/Teck (OL) | 3:0      | SSV Reutlingen 05 (RL)          |
| 14.12.1996 | TSF Ditzingen (RL)      | 4:0      | Sportfreunde Dorfmerkingen (LL) |
| 15.12.1996 | SSV Ulm 1846 II (LL)    | 0:2      | VfB Stuttgart Amateure (OL)     |
| 21.12.1996 | SpVgg Renningen (LL)    | 3:2      | SV Bonlanden (OL)               |
| 08.02.1997 | SC Urbach (LL)          | 1:3      | SpVgg Au/Iller (VL)             |
| 08.02.1997 | SV Deckenpfronn (LL)    | 2:0      | VfL Brackenheim (LL)            |
| 22.02.1997 | Heidenheimer SB (LL)    | 1:0      | SV Böblingen (OL)               |
| 31.03.1997 | VfR Aalen (OL)          | 1:4      | SSV Ulm 1846 (RL)               |

## Viertelfinale
| Datum      |                      | Ergebnis              |                             |
| ---------- | -------------------- | --------------------- | --------------------------- |
| 15.02.1997 | TSF Ditzingen (RL)   | 2:0 n. V.             | VfB Stuttgart Amateure (0L) |
| 31.03.1997 | SpVgg Au/Iller (VL)  | 0:1 n. V.             | VfL Kirchheim/Teck (OL)     |
| 31.03.1997 | SV Deckenpfronn (LL) | 1:1 n. V. (3:5 i. E.) | SpVgg Renningen (LL)        |
| 15.04.1997 | SSV Ulm 1846 (RL)    | 4:1                   | Heidenheimer SB (LL)        |

## Halbfinale
| Datum      |                         | Ergebnis  |                    |
| ---------- | ----------------------- | --------- | ------------------ |
| 01.05.1997 | SpVgg Renningen (LL)    | 0:1       | SSV Ulm 1846 (RL)  |
| 01.05.1997 | VfL Kirchheim/Teck (OL) | 3:2 n. V. | TSF Ditzingen (RL) |

## Finale
Das 44. Endspiel des WFV-Pokals wurde vom Württembergischen Fußballverband erstmals in das Eichenbachstadion des 1. FC Eislingen vergeben. Die 2.300 Zuschauer sahen eine sehr mäßige Partie zwischen dem Regionalligisten SSV Ulm 1846 und dem Tabellenführer der Oberliga Baden-Württemberg, dem VfL Kirchheim/Teck.
Durch eine wenige Tage vorher bei der Regionalliga-Partie gegen den SG Egelsbach zugezogene Knieverletzung musste der SSV Ulm auf seinen Libero Petr Škarabela verzichten. Ein direkt verwandelter Freistoßtreffer von Dragan Trkulja in der 56. Minute sorgte für einen „goldenen Dienstag“ für den SSV Ulm, der im Anschluss an den Titelgewinn die Verpflichtung von Fritz Walter bekanntgeben konnte.
Für Ralf Rangnick, der im Januar 1997 Martin Gröh als Cheftrainer abgelöst hatte, war es der erste Titel mit dem SSV Ulm 1846.
| SSV Ulm 1846                                                    | SSV Ulm 1846 | VfL Kirchheim/Teck | VfL Kirchheim/Teck |
| --------------------------------------------------------------- | --- | --- | ------------------ |
| SSV Ulm 1846                                                    | \| 20. Mai 1997 um 18:30 Uhr in Eislingen/Fils (Eichenbachstadion) \| \| Ergebnis: 1:0 (0:0) \| \| Zuschauer: 2.300 \| \| Schiedsrichter: Manfred Bauer (Alfdorf) \|                                                                       | \| 20. Mai 1997 um 18:30 Uhr in Eislingen/Fils (Eichenbachstadion) \| \| Ergebnis: 1:0 (0:0) \| \| Zuschauer: 2.300 \| \| Schiedsrichter: Manfred Bauer (Alfdorf) \|                                                                    | VfL Kirchheim/Teck |
| SSV Ulm 1846                                                    | Philipp Laux – Thomas Tuchel, Tamás Bódog, Oliver Unsöld, Markus Pleuler, Matthias Fritz, Oliver Otto, Klaus Perfetto, Sascha Rösler (77. Nico Frommer), Roland Regenbogen (69. Marcus Ziegler), Dragan Trkulja Cheftrainer: Ralf Rangnick | Udo Schairer – Thomas Edelmann (75. Thomas Kärcher), Semih Narin (75. Ingo Tallafuß), Stefan Bauer, Marc Schurr, Thomas Endler (79. Carmelo Scaffidi), Rüdiger Kauf, Ali Yücel, Uwe Igler, Harald Huber Cheftrainer: Andreas Kleinhansl | VfL Kirchheim/Teck |
| SSV Ulm 1846                                                    | 1:0 Dragan Trkulja (56.) | | VfL Kirchheim/Teck |
| SSV Ulm 1846                                                    | Harald Huber (77.) | | VfL Kirchheim/Teck |
| 20. Mai 1997 um 18:30 Uhr in Eislingen/Fils (Eichenbachstadion) | | |                    |
| Ergebnis: 1:0 (0:0)                                             | | |                    |
| Zuschauer: 2.300                                                | | |                    |
| Schiedsrichter: Manfred Bauer (Alfdorf)                         | | |                    |